# ビジテリアン大祭
「ビジテリアン大祭」（ビジテリアンたいさい）は、宮沢賢治の「童話」である。賢治が死去した翌年（1934年）に発表された。菜食主義につきまとう誤解や偏見を宗教になぞらえた作品である。「ビジテリアン」は現代風に発音すれば「ベジタリアン（菜食主義者）」となる。
賢治が「童話作家」だからという理由で「童話」にくくられているが、極めて具体的に、難しい用語も構わず使って大人が議論に明け暮れるそれを、賢治の作品では明らかに浮いていて「童話を逸脱している」と評する意見もある。 

## 内容
ニュウファウンドランド島の山村で行われた、ビジテリアン大祭に日本の代表として参加した主人公の話。 話に先立って、菜食主義には、同情派（動物愛護派）と予防派（健康推進派）および第三派（最小限の肉食をゆるして動物に食われることを認める派）があって、実践方法も様々で、一括して捉えられないことが説明される。
船の中でトルコ人の一団と合流し、港に到着した一行はヒルテイの村のデビスという長老に遭いに行く。会場となった教会の入り口で、菜食主義を中傷するビラが撒かれている。
大会がはじまり、挨拶のあと、批判派と擁護派の応酬が始まる。
- 「植物性蛋白質や脂肪は消化に悪く、病弱者や老衰者、嬰児に強要するのは良くない。」
- 「多少効率は悪いが問題にはならず、医学的に無理な者には強要しない。」
- 「また菜食は味気なく、食の楽しみを減ずる。」
- 「味気ないのは肉食のせいであり、菜食者にとってそう感じない。かえって肉の臭いが気になる。またかわいそうで肉食を楽しむ気になれない。」
- 「動物には心がなく死の概念もない。従って機械的に扱っても同情は不必要である。」
- 「動物にも心があり、生きたいという衝動がある。感じ方の差はあっても苦痛は感じる。」
- 「肉食の習慣がなくなったら食料が不足して飢餓になる」
- 「家畜が消費する分が減って飢餓が解消する。また心が穏やかになり戦争も減る」

この時、批判者の論士が考えを変え、擁護派になってしまう。
- 「生物には境目がなく、肉が食べられないなら、野菜も食べられないはずである」
- 「境目がないといっても、常識的に考えて動物と植物には明白な差があり、そこまで考えるつもりはない。」
- 「生物学的に人類は雑食性の形態であり、雑食するのが自然である。」
- 「自然であることを理由に何でもできるなら、社会秩序が崩壊する。」
- 「鰯などは自然界でいくらでも食べられている。他の生物に食われるよりは人に食われた方が魚も幸せである」
- 「どうせ殺されるということが、殺してよい理由にならない。魚の幸せなど誰にも判らない」
- 「生物は創造物であり、その中の出来事は（肉食を含め）みな神の摂理である。」
- 「すべての出来事が神のみこころならば、社会秩序が崩壊する。菜食主義もまた摂理である」
- 「仏教をもって菜食するのは矛盾である。肉食をする宗派もあり、釈迦は苦行の後クリームを食して法悦に至り、弟子に肉食を禁じなかった。さらに釈迦は豚肉に当たってこの世を去っている。」

これを聞いた日本代表の主人公は激怒して反論する。
- 「釈迦が五種浄肉を許したのは修業未熟のものにのみ許したことであり、涅槃経の中では肉食を禁じている。また釈迦が最期に食したのは、茸であって豚肉は翻訳の誤りである。仏教では、死者が天にも生まれ、動物や他人に転生してめぐる以上、人と動物に境目など存在しない。この世はこんなにも真剣で恐ろしいものである。」

主人公は拍手喝采を浴びて段を降りる。喜劇役者に似た男が羊毛について述べるが黙殺される。いきなり神学博士が悔い改めて反対者から擁護側にまわってしまう。それから批判者たちは次々に擁護側にまわり、最後の喜劇役者に似た男も擁護側にまわって、反対者は誰もいなくなってしまう。喜劇役者に似た男が、自分はその喜劇役者本人であること、批判者らの一連の反駁は大祭を盛り上げるための演出であったことを告げる。主人公はそのあっけなさにぼんやりする。

## 解説
この作品は、菜食主義に対する理解が現在まで少しも進歩していない状況をよく表している。宮沢賢治自身も菜食主義であったが、てんぷら蕎麦の海老は普通に食べていたことから、よく誤解されている。釈迦の最後のもてなしが豚肉であったのかキノコ料理であったのかは、作品の通りサンスクリットの解釈をめぐって現在も対立している。
この作品で紹介されている菜食主義の第三派（最小限の肉食をゆるして動物に食われることを認める派）というのは歴史的には知られていない。これは賢治のユーモアと思われる。
賢治の親友だった藤原嘉藤治（元花巻高等女学校音楽教諭）の回想では、賢治や藤原ら近在の学校関係者が定期的に集まって自由に話し合う会合の席で、藤原が「人間は物の命をくって生きている。他を犯さずに生きうる世界というものはないのだろうか」という問いを立てたことがあり、その答として賢治は本作を書いたという。

## 改作
現存する草稿には、賢治がいったん成立した本作を、花巻温泉を舞台とした「一九三一年度極東ビジテリアン大会見聞録」という作品に途中まで改作しようとした形跡が残っている。この改作を最初に紹介した宮沢清六の文章では、1930年頃の『東北医事新聞』という医療関係の機関紙にこの作品に酷似した内容の記事が掲載されており、その記事を清六が家族の前で話題にしたときも賢治は素知らぬ顔をしていたが、実はこのフィクションをもっともらしくニュースに仕立てて投稿したのではないかと推測している。ただし、この記事が掲載された『東北医事新聞』は現在のところ確認されていない。

## 戯曲化
作曲家の吉川和夫は、国立劇場からの委嘱を受けて、1991年に本作を戯曲化した『論義ビヂテリアン大祭』を執筆、上演した。この作品ではビジテリアン側は声明、異教徒側は狂言で表現される（声明の箇所を吉川が作曲）。なお、タイトルの「論義」とは、声明の様式に則って議論を重ねていくスタイルの名称に由来する。